# Эмбаркадеро (Сан-Франциско)
Эмбаркадеро (англ. Embarcadero, исп. пристань) — портовая набережная и шоссе на восточном побережье Сан-Франциско, Калифорния, США, вдоль залива Сан-Франциско. Улица была построена поверх морской дамбы на участке, ранее занятом водами залива. Название происходит от испанского глагола «embarcar» — «садиться на корабль».
Эмбаркадеро начинается от пересечения Второй улицы и Кинг-стрит недалеко от стадиона «AT&T-парк» и идёт на север, проходя под мостом между Сан-Франциско и Оклендом, затем мимо Паромного вокзала на Маркет-стрит (Market Street), Рыбацкой пристани и пирса № 39, заканичиваясь пирсом 45.
20 ноября 2002 года Исторический район пирсов центральной Эмбаркадеро (The Central Embarcadero Piers Historic District) был зачислен в Национальный реестр исторических мест США. После смерти известного местного корреспондента Герба Каена (Herb Caen) тротуар вдоль набережной между Харрисон-стрит и Бродвеем был назван «Герб-Каен-Уей…» («Herb Caen Way…», что является данью стилю Каена, за который он получил Пулитцеровскую премию). Участок Эмбаркадеро между Фолсом-стрит (Folsom Street) и Драмм-стрит (Drumm Street) ранее назывался Восточной улицей.